# Belkis Aquino
Belkis Aquino (Santo Domingo, 12 luglio 1968) è un'ex cestista dominicana.

## Carriera
Con la Rep. Dominicana ha disputato i Campionati americani del 1989.